# Zářivka

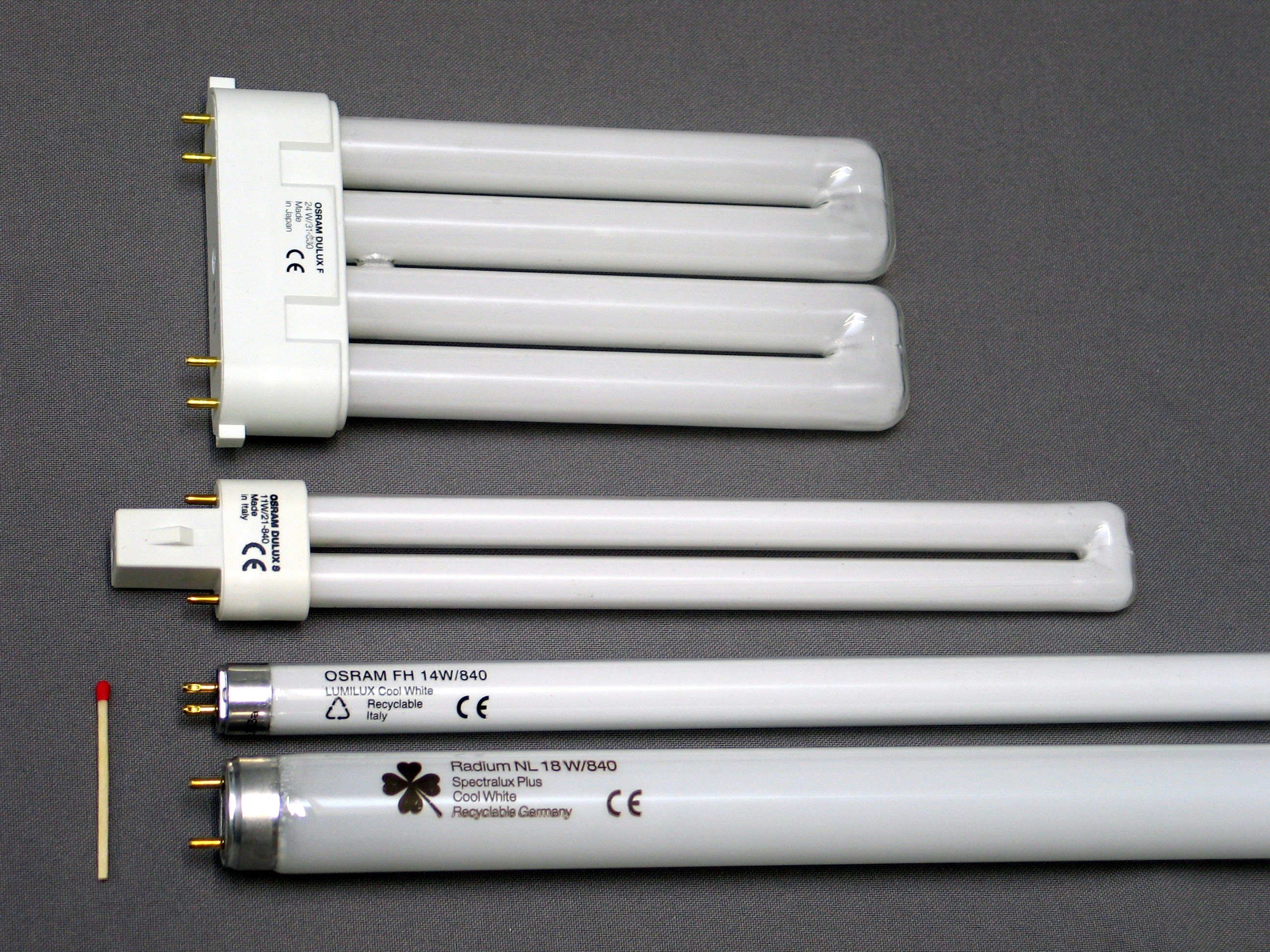
Nejrůznější druhy zářivek. Nahoře jsou dvě kompaktní zářivky, horní určena pro provoz s elektronickým předřadníkem, druhá shora má v patici zapalovač. Dole dvě lineární zářivky různých průměrů. Zápalka je pro porovnání velikosti.

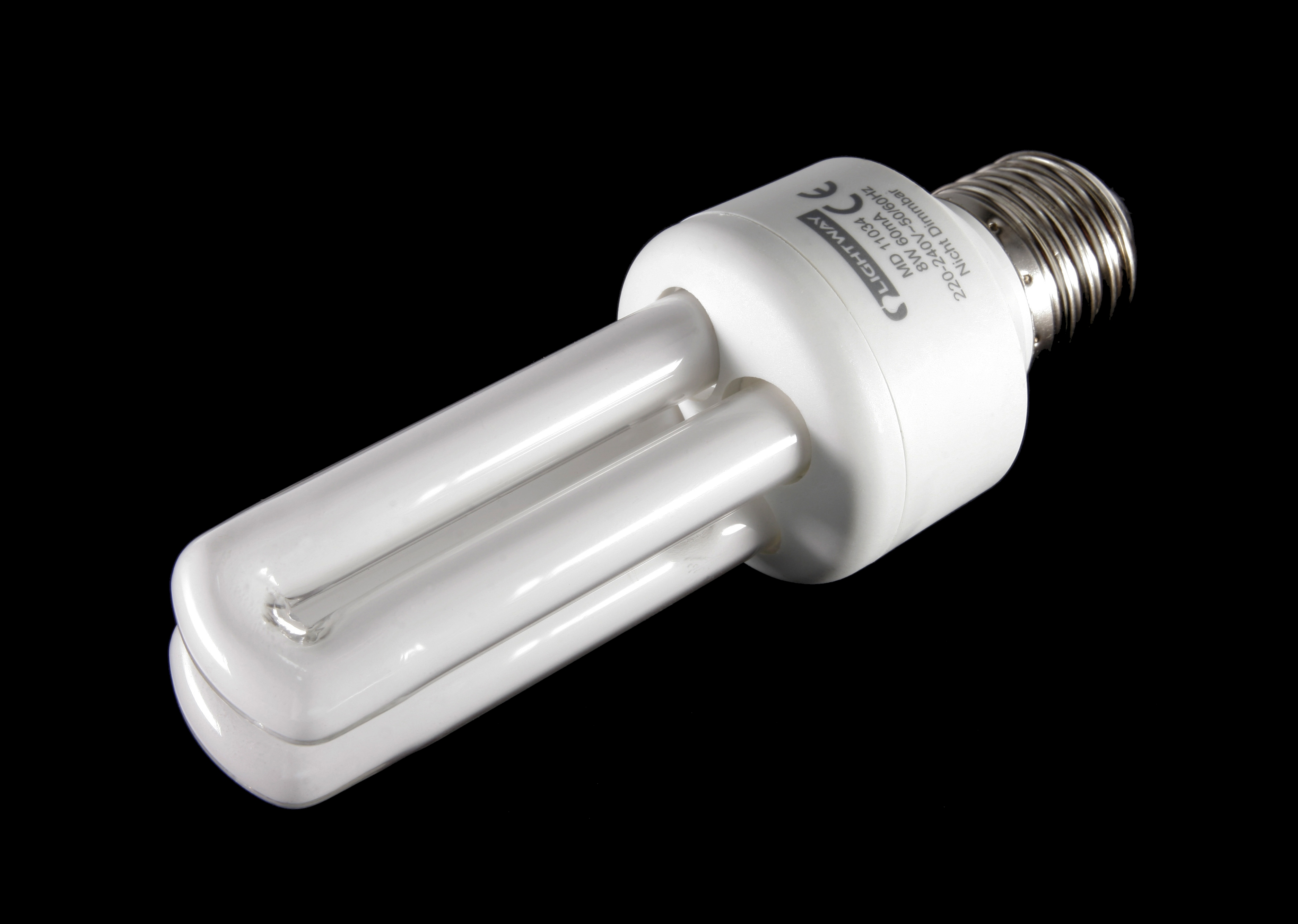
Kompaktní zářivka s elektronickým předřadníkem a paticí E27

Zářivka je nízkotlaká rtuťová výbojka, která se používá jako zdroj světla. Tvoří ji zářivkové těleso, jehož základem je nejčastěji dlouhá skleněná trubice se žhavicími elektrodami, naplněná rtuťovými parami a argonem. V nich nastává doutnavý výboj, který ale září převážně v neviditelné ultrafialové oblasti. Toto záření dopadá na stěny trubice, které jsou obvykle pokryty luminoforem. Tato látka absorbuje ultrafialové záření a sama září ve viditelné oblasti. Zářivka tak svítí.
Vzhledem k obsahu toxické rtuti jsou zářivky na základě směrnice RoHS postupně stahovány z prodeje. K dispozici jsou náhrady na bázi LED pro použití ve stávajících svítidlech.

## Dělení zářivek
- Lineární zářivky (válcové, tyčové), předřadník (pasivní nebo elektronický) je samostatný, obvykle součástí svítidla, jsou označovány podle průměru trubice v 1⁄8 palce:
  - Zářivky T12 (průměr 38 mm s paticí G13) – UV zářivky pro solária
  - Zářivky T10 (průměr 32 mm s paticí G13) – staré, nahrazeny zářivkami T8
  - Zářivky T8 (průměr 26 mm s paticí G13) – klasické
  - Zářivky T5 (průměr 16 mm s paticí G5) – tenké, jsou buď při srovnatelném příkonu účinnější, nebo při srovnatelných rozměrech poskytují větší světelný tok
    - T5 HO (high output) – vyšší světelný tok (až dvojnásobný oproti T8)
    - T5 HE (high efficiency) – vyšší světelná účinnost (až 100 lm/W)

  - Zářivky T4 (průměr 12,5 mm s paticí G5)
- Kompaktní zářivky
  - Integrované zářivky, tzv. úsporné žárovky (úsporky), jeden celek s předřadníkem, byly navrženy jako přímá náhrada žárovek, v roce 2023 byly z trhu téměř vytlačeny LED žárovkami, dříve široký sortiment byl zredukován na několik výprodejových typů[2] nebo nejsou v běžné nabídce[3]
  - Neintegrované zářivky, předřadník je samostatný (součástí svítidla)
    - zcela bez předřadníku (čtyřkolíkové patice)
    - pouze se startérem/zapalovačem (dvoukolíkové patice)

## Stavba zářivky

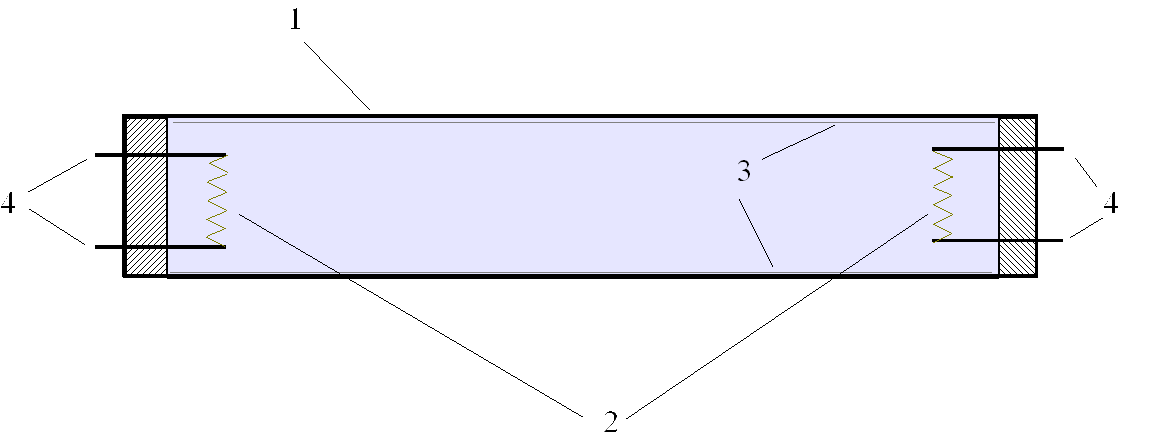
Zářivková trubice. Části: 1 – skleněná trubice, 2 – žhavené elektrody, 3 – povlak luminoforu, 4 – kontakty

Hlavní částí zářivky je skleněná trubice pokrytá zevnitř vrstvou luminoforu. Na obou koncích se nacházejí patice s kovovými elektrodami. Ty jsou pokryty vrstvou oxidů barya, stroncia a vápníku, které při teplotě asi 700 °C dobře emitují elektrony. Trubice je naplněna argonem s malou příměsí par rtuti.
Tlak plynu v trubici je asi 400 Pa. Parciální tlak par rtuti je asi 0,6 Pa. Směs těchto plynů vykazuje Penningův jev – výboj v této směsi nastává při nižším napětí, než v jednotlivých plynech samostatně. Pro udržení výboje v zářivce dlouhé 120 cm tak stačí napětí 100–120 V. Tlak plynu a jeho složení má výrazný vliv na vlastnosti výboje a účinnost, zářivky proto pracují optimálně v poměrně úzkém rozmezí teplot.

## Výroba zářivek
Skleněné trubice projdou nejdříve mycím tunelem, kde jsou propláchnuty demineralizovanou vodou. Pak následuje jejich vysušení a nanesení luminiscenční vrstvy. K tomu se používá řídký roztok nitrocelulózy s drobnými částicemi luminoforu. Tato řídká suspenze se prolévá trubicemi a ulpívající část vytvoří rovnoměrný povlak. Po dalším usušení jdou trubice do pece, kde se postupně nitrocelulóza vypálí a na stěně trubice zůstanou jen částice luminoforu.
K připraveným trubicím se přitaví patky – konce trubic s elektrodami. Patky mají ještě plnicí trubičky, jimiž se odčerpá z trubic vzduch a vodní páry. Následuje první nažhavení elektrod, při kterém se povlak uhličitanů barya, stroncia a vápníku změní na oxidy. Pak se do trubice plní přesné množství argonu a rtuti a skleněné plnicí trubičky se plamenem zataví a uzavřou. Hotové zářivky se poprvé rozsvítí ve vysokofrekvenčním elektrickém poli a vadné kusy automat vytřídí.

## Světelné vlastnosti zářivek
U zářivek napájených střídavým proudem není intenzita světla konstantní, ale zářivka bliká a vytváří stroboskopický efekt. Při napájení ze sítě s frekvencí dvojnásobku síťového kmitočtu, v Evropě tedy 100× za sekundu. Pro osvětlování tam, kde tento efekt vadí (např. v průmyslu), se vyrábějí svítidla s potlačením stroboskopického efektu, nebo se jednotlivá osvětlovací tělesa připojují na různé fáze elektrického rozvodu. U zářivkových těles s elektronickým předřadníkem bývá kmitočet dostatečně vysoký (desítky kHz) a stroboskopický efekt obvykle nepůsobí rušivě.
Volbou luminoforu a náplně zářivkové trubice je možné vyrobit zářivky:
- bílé s různou barevnou teplotou. Typické barevné podání bývá u některých výrobců označováno stručnými názvy, např. Daylight, Cool white, Warm white.[1]
- Germicidní – obvykle bez luminoforu, jako zdroj ultrafialového záření pro různé účely, zejména pro ničení mikroorganismů, bakterií, plísní, kvasinek a virů
- „s černým světlem“ – s luminoforem vyzařujícím bezpečné UV-A záření (obvykle okolo 395 nm) pro buzení fluorescence a luminiscence, např. v testerech bankovek, dekoračním a trikovém osvětlování
- Erytermální – pro použití v soláriích
- speciální pro pěstování rostlin, terária, akvária… zajišťují vhodné světelné podmínky pro rostliny a živočichy
- barevné – pro dekorační účely

### Výhody zářivek
- Vyšší životnost, nežli u klasických wolframových žárovek, ale nižší než u LED světelných zdrojů.
- Poměrně vysoká energetická účinnost… 20% i více, při stejném světelném výkonu mají 4krát až 6krát nižší příkon než žárovky.
- Díky nižšímu příkonu a vyšší účinnosti se zářivky zahřívají podstatně méně než žárovky.
- Dle luminoforu lze výsledné světlo generovat od UV spektra až po viditelné a to v různých modifikacích (teplé, studené, či denní).

### Nevýhody zářivek
- Jsou ekologicky závadné, jelikož obsahují rtuť a toxický luminofor, navíc u zářivek s elektronickým předřadníkem další špatně odbouratelné komponenty [5]. Při rozbití se rtuť uvolní do životního prostředí. S vyřazenými zářivkami se z toho důvodu musí ekologicky nakládat jako s nebezpečným odpadem. Proto jsou z trhu postupně odstraňovány podobně jako dříve žárovky, avšak na rozdíl od žárovek na základě směrnice RoHS.[6][7]
- Nižší účinnost než LED světelné zdroje (existují LED náhrady zářivek až s dvojnásobnou účinností)
- Nespojité spektrum s výraznými hroty (existují však i tzv. plnospektrální)
- Jas zářivek bez speciálního elektronického předřadníku nelze plynule regulovat.
- Samotná zářivková svítidla jsou konstrukčně složitější, neboť vyžadují konvenční (pasivní) případně elektronický předřadník.
- Některé zářivky mají úzkospektrální vyzařování světla
- Zářivky s pasivním předřadníkem blikají dvojnásobnou frekvencí elektrorozvodné sítě. Z toho důvodu je jejich použití problematické v místech, kde se vyskytují rychle rotující předměty, zejména se to týká dílen s obráběcími stroji. Vlivem vzniklého stroboskopického jevu se totiž rotující předmět osvětlený přerušovaným světlem může jevit jako stojící. Možným řešením je zapojit světla v jedné místnosti na různé fáze, čímž se dosáhne zmírnění tohoto nežádoucího efektu. U zářivek s kvalitním elektronickým předřadníkem s výstupní frekvencí řádově desítky kHz, se stroboskopický efekt tolik neuplatňuje. Při vyšších kmitočtech tento efekt zcela zaniká.
- Levnější zářivky emitují UV záření, které může při dlouhodobé expozici nevratně poškodit zrak. Lze narazit na informaci, že „v malém množství vyzařují, díky obsahu těžkých kovů, i rentgenové záření“. To je ovšem mylné, neboť v plynem plněné trubici nemohou být elektrony urychleny na energii k tomu dostačující.

## Označování zářivek
Typové označení zářivek obsahuje jak označení tvaru a příkonu, tak základní popis světelných vlastností. Příklad: L 18W/840 označuje lineární zářivku s příkonem 18W, první číslice za lomítkem znamená index podání barev v rozsahu 80 – 90 a poslední dvě číslice uvádějí zkráceně teplotu chromatičnosti ve stovkách Kelvinů. Konkrétně „40“ znamená 4000 K, tedy barva světla chladná bílá (cool white).

## Energetické parametry zářivek
Při příkonu 40 W se 21 % dodané energie přemění na světlo, 24,8 % na infračervené záření a 54,2 % na odvedené teplo.[zdroj⁠?!]

## Životnost zářivek

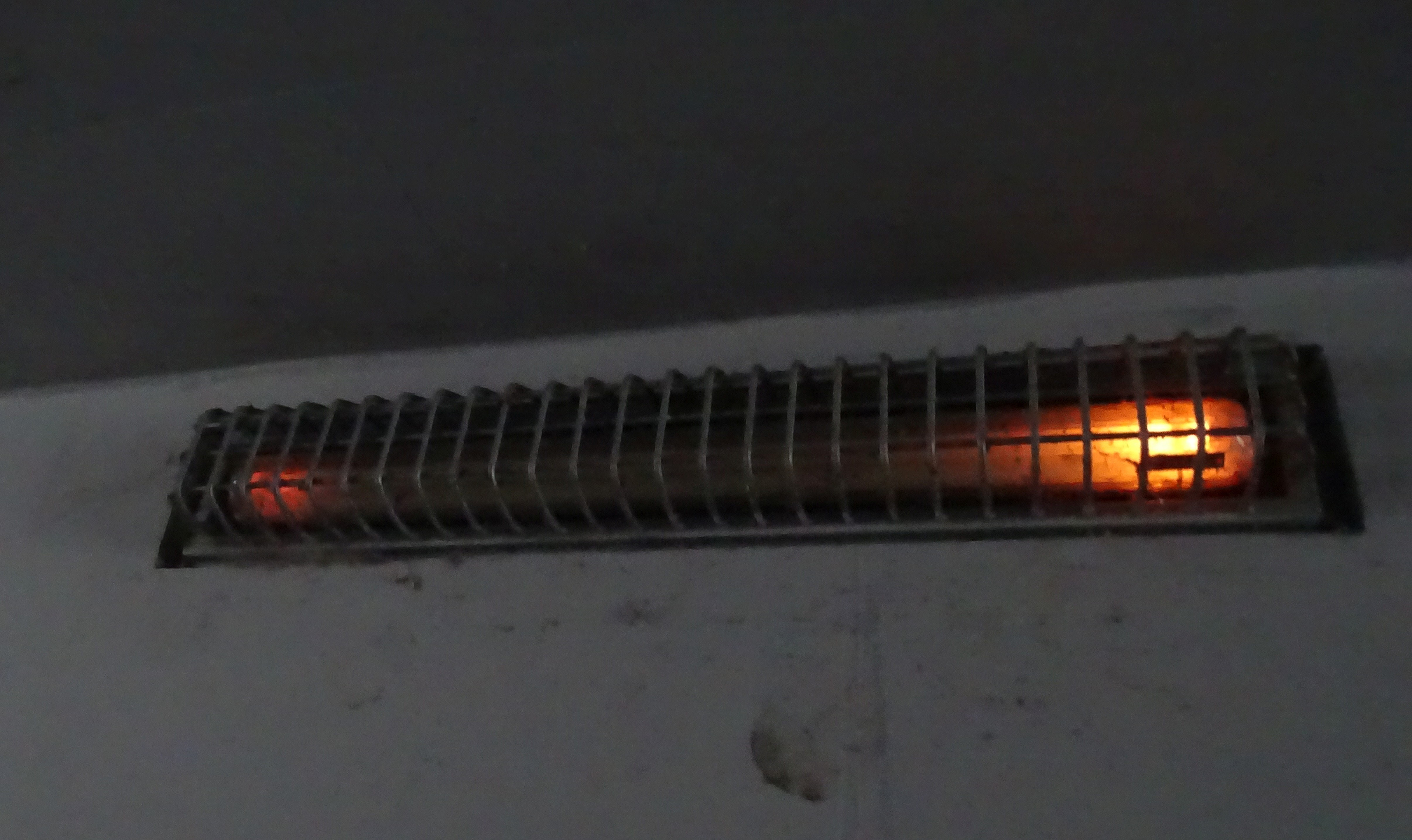
„Vysvícená“ zářivka

Životnost zářivek je lepší než životnost žárovek. Při četnosti spínání 8krát za 24 hodin vydrží asi 8 000 až 12 000 hodin, než světelný tok poklesne asi na 85 %.
Zářivku není vhodné často zhasínat a rozsvěcet, protože se při startu více opotřebovává emisní vrstva oxidů barya, stroncia a vápníku na elektrodách. Doporučená doba mezi vypnuto a zapnuto je cca 30 min.

## Pasivní předřadník

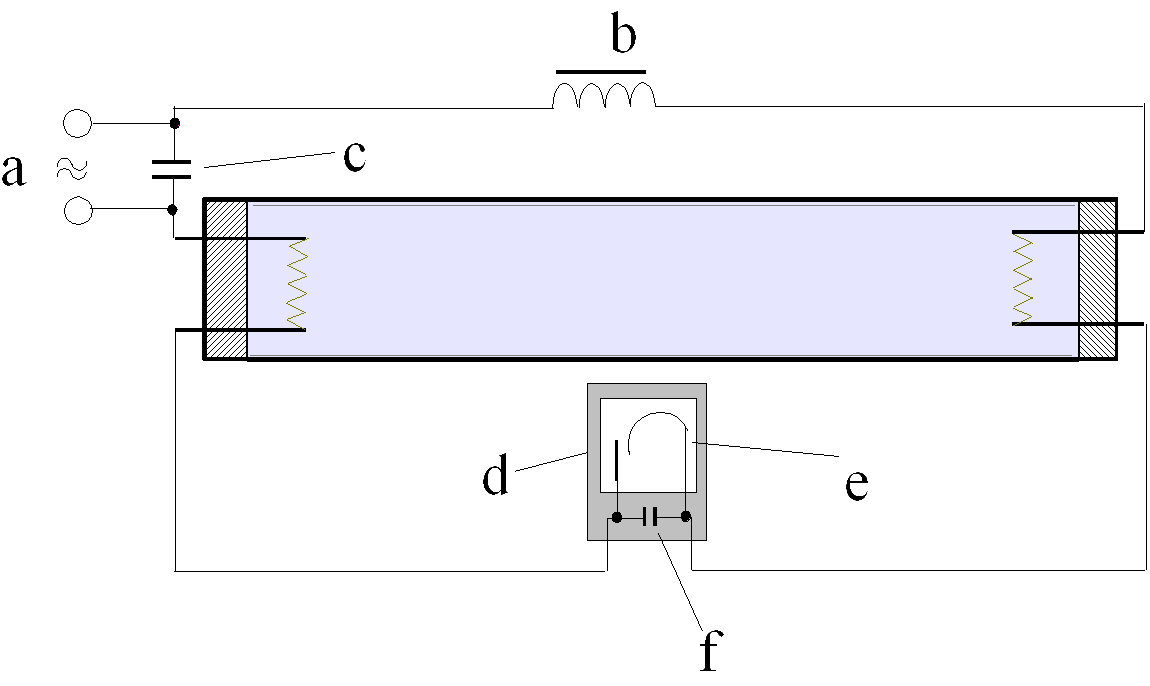
Zapojení startéru a tlumivky k zářivkové trubici.
a – vstup, b – tlumivka, c – kompenzační kondenzátor, d – startér, e – bimetalová elektroda, f – odrušovací kondenzátor

Pro výboj v plynu platí, že čím větší proud protéká, tím je úbytek napětí na výboji menší. Proto musí být proud zářivkou zapojenou v obvodu omezen vhodným způsobem, např. předřadným odporem, tlumivkou (v obvodech střídavého proudu) nebo elektronickým předřadníkem. Důvodem pro použití tlumivky je její poměrně nízká cena, spolehlivost a také to, že se na ní indukuje napětí potřebné k zapálení výboje v zářivkové trubici.
Pro zapálení (start) potřebuje zářivka napětí vyšší než při dalším ustáleném provozu. Proto se ještě k zářivkové trubici v klasickém zapojení připojuje startér. Ten je tvořen skleněnou baňkou o velikosti asi 2 cm, která je naplněna argonem a neonem a vybavena dvěma elektrodami. Jedna elektroda je obyčejná pevná a druhá je tvořena bimetalovým páskem. Pokud je zářivka vypnuta, tyto elektrody se nedotýkají.

### Startování zářivky
Po připojení do sítě nastane nejprve ve startéru doutnavý výboj, který ohřívá elektrody. Tím se bimetalový pásek ohýbá směrem k pevné elektrodě. (Proud doutnavým výbojem není dostatečný pro rozžhavení elektrod zářivky a v důsledku nedostatku nabitých částic neprochází proud ani zářivkovou trubicí.)
Zhruba po jedné sekundě se bimetalový pásek dotkne pevné elektrody a doutnavý výboj ve startéru zanikne. Proud protékající přes tlumivku a elektrody zářivky se zvýší a způsobí rozžhavení elektrod uvnitř zářivky. Žhavením emitované elektrony ionizují plyn v okolí elektrod zářivky.

### Doutnavý výboj v zářivce
Po přerušení doutnavého výboje ve startéru se bimetalový pásek ochlazuje a oddaluje od pevné elektrody, čímž se přeruší elektrický proud ve startéru. Na tlumivce vlivem magnetické indukce vznikne napěťový puls, kterým se zvýší napětí mezi elektrodami zářivkové trubice a zapálí se výboj v ionizovaném plynu s menší elektrickou pevností, následně dojde k ionizaci celého obsahu trubice a doutnavý výboj probíhá již při značně nižším napětí.
Jakmile výboj v trubici probíhá, napětí ze sítě se dělí na úbytek na zářivce a na tlumivce. To vede k poklesu napětí na tlumivce a tlumivka slouží již jen místo ochranného jalového rezistoru. Zapalovací napětí startéru je vyšší, než provozní napětí zářivky, a proto ve startéru nevzniká doutnavý výboj (startér znovu nezapálí).
Všechny popsané fáze rozsvícení zářivky probíhají velmi rychle, přesto můžeme pozorovat určité zpoždění mezi stisknutím vypínače a rozsvícením zářivky.

## Elektronický předřadník
V některé literatuře také vysokofrekvenční předřadník je elektronický přístroj, který rozsvěcí a napájí zářivku. Je součástí svítidla a nahrazuje tlumivku se startérem a kondenzátorem. Zpravidla jediný předřadník napájí všechny zářivky ve svítidle, až čtyři. Předřadník nelze použít pro dvoupinové kompaktní zářivky s vestavěným startérem. Naopak kompaktní zářivky s žárovkovou paticí (tzv. úsporky) mají celou elektroniku předřadníku vestavěnou v patici.
Elektronický předřadník je v principu měnič napětí, koncipovaný nejčastěji tak, že vstupní střídavé napětí usměrní a následně vyrobí střídavé napětí o frekvenci 30 kHz. Tímto vysokofrekvenčním napětím se teprve napájí zářivka. Dnešní předřadníky jsou s teplým startem. To znamená, že před zažehnutím výboje jsou elektrody zářivky 0,5–1,5 sekundy předehřáty. Tím se významně snižuje opotřebení elektrod, zážeh je okamžitý, bez blikání. Vysokofrekvenční napájení zařídí, že lidské oko nerozpozná chvění světla za provozu, čímž je mimo jiné i eliminován stroboskopický jev. Stejnosměrný meziobvod (usměrnění a rozsekání napájecího napětí) zajišťuje stabilní svit zářivky v širokých mezích kolísání vstupního napětí. Kvalitní předřadníky fungují při vstupním napětí 195–250 V.
Elektronickým předřadníkem je možné napájet prakticky všechny zářivky mimo kompaktní typy s vestavěným startérem (dvoupinové). Moderní zářivky, například lineární zářivky T5 o průměru 16 mm jsou konstruovány už jen pro provoz s elektronickým předřadníkem. Mimo výše popsané předřadníky existují také stmívatelné předřadníky, které umožňují měnit jas zářivek v rozsahu 3–100 %.
U analogového stmívatelného předřadníku se jas zářivky řídí malým stejnosměrným napětím 1–10 V. Předřadník má dva vstupy: silový 230 VAC a ovládací 1–10 VDC. Pro vlastní nastavení jasu je nutný další přístroj, kterým vytváříme řídící napětí. Často vzhledově odpovídá klasickému otočnému žárovkovému stmívači. Nelze ho ale zaměnit, žárovkový stmívač nevytváří na výstupu potřebné stejnosměrné napětí. Také v systémech inteligentní elektroinstalace (KNX-EIB) existují přístroje schopné generovat vhodné ovládací napětí.
Digitální stmívatelný předřadník je ovládaný po sběrnici speciálním protokolem DALI v rozsáhlých systémech osvětlení. Digitální předřadníky s funkcí „Switch-Dim“ je možné ovládat obyčejným tlačítkem. To se využívá v menších instalacích. Také digitální předřadník má silový vstup 230 VAC a ovládací vstup, v tomto případě svorky pro připojení sběrnice. Pokud má navíc funkci „Switch-Dim“, má ještě další vstup pro ovládací napětí 230 VAC. Při ovládání tlačítkem se krátkým stiskem zářivka zapne/vypne a přidržením tlačítka se stmívá/rozsvěcí. Z pohledu uživatele se svítidlo chová stejně jako žárovkové svítidlo ovládané dotykovým stmívačem. U analogových i digitálních stmívatelných předřadníků lze jedním regulátorem nebo tlačítkem ovládat více předřadníků (více zářivek).
Hlavní výhody elektronických předřadníků jsou:
- nižší hmotnost předřadníku proti konvenční sestavě tlumivka, startér, kondenzátor,
- nižší vlastní spotřeba předřadníku a tím také nižší produkce odpadního tepla – důležité u vestavných svítidel do podhledů,
- šetrný a rychlý start zářivky bez blikání, prodloužení životnosti zářivky,
- napájení VF napětím zaručuje klidné světlo bez chvění, vysokou frekvenci, na které běží transformátorky v předřadníku lidské ucho neslyší,
- stmívání zářivek je při použití vhodného předřadníku možné.